# Banda (departamento)
Banda é um departamento da Argentina, localizado na 
província de Santiago del Estero.